# Vattaro
Vattaro là một đô thị ở tỉnh Trento ở vùng Trentino-Alto Adige/Südtirol của Ý, tọa lạc cách 11 km về phía đông nam của Trento. Tại thời điểm ngày 31 tháng 12 năm 2004, đô thị này có dân số 1.111 người và diện tích là 8,3 km².
Vattaro giáp các đô thị: Bosentino, Calceranica al Lago, Centa San Nicolò và Besenello.